# فریدا نوالاینن
فریدا نوالاینن (انگلیسی: Frida Nevalainen؛ زادهٔ ۲۷ ژانویهٔ ۱۹۸۷) بازیکن هاکی روی یخ اهل سوئد است.